# Santa Maria (Isabela)
Pour les articles homonymes, voir Santa Maria.
Santa Maria est une municipalité de la province d’Isabela, aux Philippines.